# Persone di nome Ali
| Questa pagina contiene informazioni ricavate automaticamente dalle voci biografiche con l'ausilio del template Bio e di un bot. L'aggiornamento è periodico e automatico e ricostruisce completamente la pagina. Se manca una persona in questa lista, sei pregato di non aggiungerla, ma accertati piuttosto che la sua voce biografica contenga il template Bio e che i dati anagrafici siano correttamente compilati. Se il template Bio manca, inseriscilo tu stesso o, in alternativa, metti l'avviso {{tmp\|Bio}} che ne segnala la mancanza. Se i dati riportati sono sbagliati, correggi direttamente la voce biografica; le modifiche saranno visibili in questa lista entro pochi giorni. Per chiarimenti vedi il progetto antroponimi. La lista contiene solo le 326 persone che sono citate nell'enciclopedia e per le quali è stato implementato correttamente il template Bio. Pagina aggiornata al 22 giu 2025. |

Questa è una lista di persone presenti nell'enciclopedia che hanno il nome Ali, suddivise per attività principale.

## Allenatori di calcio(13)
- Ali Daei, allenatore di calcio e ex calciatore iraniano (Ardabil, n. 1969)
- Ali Fergani, allenatore di calcio e ex calciatore algerino (Onnaing, n. 1952)
- Ali Günçar, allenatore di calcio e ex calciatore turco (Afyonkarahisar, n. 1970)
- Ali Latifi, allenatore di calcio e ex calciatore iraniano (n. 1976)
- Ali Reza Mansourian, allenatore di calcio e ex calciatore iraniano (Teheran, n. 1971)
- Ali Messaoud, allenatore di calcio e ex calciatore olandese (Amsterdam, n. 1991)
- Asghar Modir Rosta, allenatore di calcio, ex calciatore e ex giocatore di calcio a 5 iraniano (Teheran, n. 1968)
- Ali Parvin, allenatore di calcio e ex calciatore iraniano (Teheran, n. 1946)
- Ali Sami Yen, allenatore di calcio e calciatore turco (Üsküdar, n. 1886 - Istanbul, † 1951)
- Ali Selmi, allenatore di calcio e ex calciatore tunisino
- Ali Tandoğan, allenatore di calcio e ex calciatore turco (Salihli, n. 1977)
- Sergen Yalçın, allenatore di calcio e ex calciatore turco (Istanbul, n. 1972)
- Ali Çamdalı, allenatore di calcio e ex calciatore tedesco (Duisburg, n. 1984)

## Allenatori di pallacanestro(1)
- Ali Bouziane, allenatore di pallacanestro e ex cestista algerino (Boufarik, n. 1977)

## Arbitri di calcio(5)
- Ali Al Badwawi, arbitro di calcio emiratino (Dubai, n. 1972)
- Ali Bin Nasser, ex arbitro di calcio tunisino (n. 1944)
- Ali Bujsaim, ex arbitro di calcio emiratino (n. 1959)
- Ali Lemghaifry, arbitro di calcio mauritano (Nouakchott, n. 1975)
- Ali Palabıyık, arbitro di calcio turco (Ankara, n. 1981)

## Arcieri(1)
- Ali El Ghrari, arciere libico (n. 1997)

## Artisti marziali misti(1)
- Ali Bagautinov, artista marziale misto russo (Kizljar, n. 1985)

## Assassini seriali(1)
- Ali Ashgar Borujerdi, serial killer iraniano (Borūjerd, n. 1893 - Teheran, † 1934)

## Astronauti(1)
- Ali AlQarni, astronauta saudita (n. 1992)

## Attivisti(5)
- Ali Mohammed al-Nimr, attivista saudita (Al Awamiya, n. 1994)
- Ali Maow Maalin, attivista somalo (Merca, n. 1954 - Merca, † 2013)
- Ali Salem Tamek, attivista sahrāwī (Assa, n. 1973)
- Ali Shariati, attivista iraniano (Teheran, n. 1988)
- Ali Yata, attivista e politico marocchino (Tangeri, n. 1920 - Casablanca, † 1997)

## Attori(5)
- Ali Ersan Duru, attore turco (Ankara, n. 1984)
- Ali Reza Farahnakian, attore statunitense (Teheran, n. 1969)
- Ali Fazal, attore indiano (Lucknow, n. 1986)
- Ali Ibrahim Sidali, attore italiano (n. 1927)
- Ali Suliman, attore palestinese (Nazareth, n. 1977)

## Attrici(3)
- Ali Ahn, attrice statunitense (Pasadena, n. 1981)
- Ali Landry, attrice e modella statunitense (Breaux Bridge, n. 1973)
- Ali Stroker, attrice statunitense (Ridgewood, n. 1987)

## Attrici teatrali(1)
- Ali Ewoldt, attrice teatrale e soprano statunitense (Chicago, n. 1982)

## Cantanti(4)
- Ali Gatie, cantante canadese (Aden, n. 1997)
- Alikiba, cantante tanzaniano (Kigoma, n. 1986)
- Ali Tabatabaee, cantante iraniano (Teheran, n. 1973)
- Ali Farka Touré, cantante e chitarrista maliano (Kanau, n. 1939 - Bamako, † 2006)

## Cestisti(16)
- Ali Doraghi, cestista iraniano (Ahvaz, n. 1984)
- Ali Fakhreddine, ex cestista libanese (Beirut, n. 1983)
- Ali Farokhmanesh, ex cestista, dirigente sportivo e allenatore di pallacanestro statunitense (Pullman, n. 1988)
- Ali Işık, cestista turco (Ceyhan, n. 1990)
- Ali Kanaan, cestista libanese (Beirut, n. 1985)
- Berent Kavaklıoğlu, cestista turco (Ankara, n. 1986)
- Ali Kazaz, cestista turco († 2020)
- Ali Mahmoud, cestista canadese (Ottawa, n. 1983)
- Ali Mansour, cestista libanese (Beirut, n. 1998)
- Ali Mezher, cestista libanese (Beirut, n. 1994)
- Ali Mohammed el-Sayed, cestista egiziano (n. 1911)
- Ismail Selim, ex cestista egiziano (n. 1944)
- Ali Traoré, ex cestista ivoriano (Abidjan, n. 1985)
- Ali Turki, ex cestista qatariota (Doha, n. 1982)
- Ali Uras, cestista e dirigente sportivo turco (Sinope, n. 1923 - Istanbul, † 2012)
- Ali Jamal Zaghab, ex cestista giordano (Aqaba, n. 1988)

## Corsari(1)
- Ali Bitchin, corsaro italiano (Venezia, n. 1560 - Algeri, † 1645)

## Costumisti(1)
- Ali Hubert, costumista austriaco (Vienna, n. 1878 - Hollywood, † 1940)

## Diplomatici(2)
- Moulay Ali Alaoui, diplomatico marocchino (Marrakech, n. 1924 - † 1988)
- Ali Abdussalam Treki, diplomatico e politico libico (Misurata, n. 1938 - Il Cairo, † 2015)

## Drammaturghi(1)
- Ali Salem, drammaturgo e scrittore egiziano (Il Cairo, n. 1936 - Mohandessin, † 2015)

## Esploratori(1)
- Ali Bey al-Abbasi, esploratore spagnolo (Barcellona, n. 1767 - Siria, † 1818)

## Fisici(1)
- Ali Javan, fisico e inventore iraniano (Teheran, n. 1926 - Los Angeles, † 2016)

## Fotografi(1)
- Joone, fotografo, regista e imprenditore iraniano (California, n. 1969)

## Funzionari(1)
- Ali Akbar Tabatabaei, funzionario iraniano (Hamadan, n. 1930 - Bethesda, † 1980)

## Generali(9)
- Ali Sait Akbaytogan, generale turco (Manyas, n. 1872 - Istanbul, † 1950)
- Ali Abd Allah Ayyub, generale e politico siriano (Latakia, n. 1952)
- Ali Fuat Cebesoy, generale e politico turco (Istanbul, n. 1882 - Istanbul, † 1968)
- Ali Hojjat Kashani, generale e politico iraniano (Nishapur, n. 1919 - Teheran, † 1979)
- Ali Ghaidan Majid, generale iracheno (Balad Ruz, n. 1950)
- Ali Neshat, generale iraniano (Teheran, n. 1923 - Teheran, † 1979)
- Ali Shadmani, generale iraniano (Hamadan - Tehran, † 2025)
- Ali Shahbazi, generale iraniano (Qom, n. 1937)
- Ali Sayad Shirazi, generale iraniano (Kaboudgonbad, n. 1944 - Teheran, † 1999)

## Giocatori di calcio a 5(1)
- Ali Hassanzadeh, giocatore di calcio a 5 iraniano (Qom, n. 1987)

## Giocatori di football americano(1)
- Ali Khalife, giocatore di football americano tedesco (Berlino, n. 2001)

## Giocatori di squash(1)
- Ali Farag, giocatore di squash egiziano (Il Cairo, n. 1992)

## Giornalisti(1)
- Ali Mustafayev, pubblicista azero (Qazax, n. 1952 - Karakend, † 1991)

## Giuristi(1)
- Ali Abd al-Raziq, giurista egiziano (Abu Jorj, n. 1888 - † 1966)

## Goisti(1)
- Ali Jabarin, goista israeliano (n. 1993)

## Hockeisti su prato(1)
- Ali Shaukat, hockeista su prato indiano (n. 1897 - † 1960)

## Imam(2)
- Ali Abu Shwaima, imam giordano (Amman, n. 1950)
- Ali Erbaş, imam, storico delle religioni e politico turco (Ordu, n. 1961)

## Imperatori(1)
- Shah 'Alam II, imperatore indiano (Delhi, n. 1728 - Delhi, † 1806)

## Imprenditori(4)
- Elman Ali Ahmed, imprenditore e attivista somalo (Mogadiscio - † 1996)
- Ali Niknam, imprenditore canadese (Windsor, n. 1981)
- Ali Reza Arabnia, imprenditore iraniano (Teheran, n. 1955)
- Ali al-Faraj, imprenditore saudita (Riyad, n. 1969)

## Judoka(1)
- Ali Hazem, judoka egiziano (n. 1994)

## Lottatori(8)
- Ali Aliyari, lottatore iraniano (Ferdowsieh)
- Ali Arsalan, lottatore iraniano (Amol, n. 1995)
- Ali Cengiz, lottatore turco (Magnesia, n. 1996)
- Mahmoud Hassan, lottatore egiziano (Al-Qahir, n. 1919 - † 1998)
- Ali Nadhim, lottatore iracheno (Baghdad, n. 1981)
- Ali Savadkouhi, lottatore iraniano
- Ali Shabani, lottatore iraniano (Babol, n. 1995)
- Ali Šabanaŭ, lottatore russo (Kiziljurt, n. 1989)

## Mezzofondisti(4)
- Ali Abdilmana, mezzofondista etiope (n. 2002)
- Ali Mahamat, mezzofondista ciadiano (n. 2000)
- Ali Kaya, mezzofondista turco (Eldoret, n. 1994)
- Ali Saïdi-Sief, ex mezzofondista algerino (Costantina, n. 1978)

## Militari(6)
- Ali Rida Pascià, militare e politico ottomano
- Ali Rıza Pascià, militare e politico ottomano (Istanbul, n. 1860 - Istanbul, † 1932)
- Ali Ajubovič Gučigov, militare e politico sovietico (Urus-Martan, n. 1914 - † 1957)
- Ali Kushayb, militare sudanese
- Ali Bey Mihaloglu, militare ottomano (n. 1425 - Pleven, † 1507)
- Ali Saibou, militare e politico nigerino (n. 1940 - † 2011)

## Multiplisti(1)
- Ali Kamé, multiplista e ostacolista malgascio (Namakia, n. 1984)

## Musicisti(1)
- Ali Akbar Khan, musicista bangladese (Shibpur, n. 1922 - San Anselmo, † 2009)

## Nobili(3)
- Ali bin Isa Al Khalifa, nobile bahreinita
- Ali Mardan Khan, nobile e militare curdo († 1657)
- Ali Ahmad Khan, nobile e emiro afghano (Mashhad, n. 1883 - Kabul, † 1929)

## Nuotatori(2)
- Ali Jebeli, nuotatore iraniano (Teheran, n. 2004)
- Ali Khalafalla, nuotatore egiziano (Il Cairo, n. 1996)

## Pallanuotisti(1)
- Gamal El-Nazer, pallanuotista egiziano (Assuan, n. 1930 - 6 Ottobre, † 2006)

## Pesisti(1)
- Ali Samari, pesista iraniano (Teheran, n. 1993)

## Poeti(3)
- Ali Al Jallawi, poeta bahreinita (Manama, n. 1975)
- Ali Hariri, poeta curdo (Harir, n. 1009 - Cizre)
- Ali Sidqi Azaykou, poeta, storico e attivista berbero (Tafingoult, n. 1924 - Rabat, † 2004)

## Politici(36)
- Abdirashid Ali Shermarke, politico somalo (Harardera, n. 1919 - Las Anod, † 1969)
- Ali Ahmeti, politico e militare macedone (Zajas, n. 1959)
- Ali Benflis, politico algerino (Batna, n. 1944)
- Ali Khalif Galaid, politico somalo (Las Anod, n. 1941 - Giggiga, † 2020)
- Ali Amini, politico e diplomatico iraniano (Teheran, n. 1905 - Parigi, † 1992)
- Ali Bongo Ondimba, politico gabonese (Brazzaville, n. 1959)
- Ali Bozer, politico e imprenditore turco (Ankara, n. 1925 - Ankara, † 2020)
- Ali Fallahian, politico e religioso iraniano (Najafabad, n. 1945)
- Ali Meshkini, politico iraniano (Meshgin Shahr, n. 1921 - Teheran, † 2007)
- Ali Badjo Gamatié, politico nigerino (n. 1957)
- Ali Mohamed Ghedi, politico somalo (Mogadiscio, n. 1952)
- Ali Matan Hashi, politico e generale somalo (n. 1927 - † 1978)
- Ali Hassan al-Majid, politico, generale e criminale di guerra iracheno (Tikrit, n. 1941 - Baghdad, † 2010)
- Ali Ahmed Jama Jangali, politico somalo
- Ali Kafi, politico e militare algerino (El Harrouch, n. 1928 - Ginevra, † 2013)
- Ali Këlcyra, politico albanese (Këlcyrë, n. 1891 - Bari, † 1963)
- Ali Laarayedh, politico tunisino (Médenine, n. 1955)
- Ali Lamine Zeine, politico e economista nigerino (Zinder, n. 1965)
- Ali Larijani, politico, filosofo e militare iraniano (Najaf, n. 1957)
- Ali Lutfi Mahmud, politico egiziano (al-Fayyum, n. 1935 - Il Cairo, † 2018)
- Ali Mahdi Mohamed, politico somalo (Giohar, n. 1939 - Nairobi, † 2021)
- Adnan Menderes, politico turco (Aydın, n. 1899 - İmralı, † 1961)
- Ali Mohsen al-Ahmar, politico e generale yemenita (Sana'a, n. 1945)
- Ali Akbar Mohtashamipur, politico e diplomatico iraniano (Teheran, n. 1947 - Teheran, † 2021)
- Ali Nasir Muhammad, politico yemenita (Mudiyah, n. 1939)
- Ali Muhammad Mujawar, politico yemenita (n. 1953)
- Ali Hassan Mwinyi, politico tanzaniano (Kivure, n. 1925 - Dar es Salaam, † 2024)
- Ali Fethi Okyar, politico turco (Prilep, n. 1880 - Istanbul, † 1943)
- Ali Rabiei, politico iraniano (Tehran, n. 1955)
- Ali-paša Rizvanbegović, politico ottomano (Stolac, n. 1783 - † 1851)
- Ali Sabri, politico e militare egiziano (Il Cairo, n. 1920 - Il Cairo, † 1991)
- Ali Akbar Salehi, politico e diplomatico iraniano (Kerbela, n. 1949)
- Alì Pascià di Tepeleni, politico e militare albanese (Tepeleni - Giannina, † 1822)
- Ali Wali, politico e ingegnere egiziano (Fayyum, n. 1920)
- Ali Yerlikaya, politico e funzionario turco (Konya, n. 1968)
- Ali Zeidan, politico libico (Ueddan, n. 1950)

## Principi(1)
- Ali Nawaz Khan Talpur, principe indiano (Khairpur, n. 1884 - Khairpur, † 1935)

## Produttori televisivi(1)
- Ali LeRoi, produttore televisivo, attore televisivo e autore televisivo statunitense (Chicago, n. 1962)

## Rapper(3)
- Ali, rapper statunitense (Saint Louis, n. 1971)
- Brother Ali, rapper e beatmaker statunitense (Madison, n. 1977)
- Ali Shaheed Muhammad, rapper, disc jockey e produttore discografico statunitense (New York, n. 1970)

## Registi(5)
- Ali Abbas Zafar, regista, sceneggiatore e produttore cinematografico indiano (Dehradun, n. 1982)
- Ali Abbasi, regista e sceneggiatore iraniano (Teheran, n. 1981)
- Ali Asgari, regista e sceneggiatore iraniano (Teheran, n. 1982)
- Ali Hamroyev, regista uzbeko (Tashkent, n. 1937)
- Ali İlhan, regista e sceneggiatore turco (Istanbul, n. 1980)

## Rivoluzionari(1)
- Ali Ammar, rivoluzionario algerino (Miliana, n. 1930 - Algeri, † 1957)

## Sciatrici alpine(1)
- Ali Nullmeyer, sciatrice alpina canadese (Toronto, n. 1998)

## Scrittori(3)
- Ali bey Huseynzade, scrittore, filosofo e artista azero (Salyan, n. 1864 - Istanbul, † 1940)
- Ali Soufan, scrittore statunitense (Libano, n. 1971)
- Ali Mubarak, scrittore e politico egiziano (n. 1824 - † 1893)

## Scrittrici(2)
- Ali Hazelwood, scrittrice e neuroscienziata italiana (Trento)
- Ali Smith, scrittrice britannica (Inverness, n. 1962)

## Siepisti(1)
- Ali Ezzine, siepista e mezzofondista marocchino (n. 1978)

## Skater(1)
- Ali Boulala, skater svedese (Stoccolma, n. 1979)

## Sociologi(1)
- Ali Shariati, sociologo, saggista e filosofo iraniano (Mazinan, n. 1933 - Southampton, † 1977)

## Sollevatori(4)
- Ali Davoudi, sollevatore iraniano (Teheran, n. 1999)
- Ali Hashemi, sollevatore iraniano (Ilam, n. 1991)
- Ali Mirzaei, sollevatore iraniano (Teheran, n. 1929 - † 2020)
- Ali Safa-Sonboli, sollevatore iraniano (Qaemshahr, n. 1932 - † 2002)

## Sovrani(6)
- Ali Shah Durrani, sovrano afghano (Kabul - Kabul, † 1819)
- Ali Murad Khan, sovrano persiano († 1785)
- Ali Shah di Terengganu, sovrano malese (Kuala Terengganu, n. 1914 - Kuala Terengganu, † 1996)
- Ali Jalla Abdul Jalil Shah di Johor, sovrano malese (Kota Batu Sawar, † 1597)
- Ali di Johor, sovrano malese (Singapore, n. 1824 - Umbai, † 1877)
- Ali bin Abdullah al-Thani, sovrano qatariota (Doha, n. 1895 - Beirut, † 1974)

## Sultani(2)
- Ali Bey Al-Kabir, sultano egiziano (Georgia, n. 1728 - Il Cairo, † 1773)
- Ali bin Hamud di Zanzibar, sultano tanzaniano (Zanzibar, n. 1884 - Parigi, † 1918)

## Taekwondoka(1)
- Ali Sarı, taekwondoka turco (Beyşehir, n. 1986)

## Velocisti(3)
- Ali Khadivar, velocista iraniano (Kish, n. 1989)
- Ali Khamis Khamis, velocista e ostacolista bahreinita (n. 1995)
- Ali Liaquat, velocista pakistano (Okara, n. 1983)

## Senza attività specificata(2)
- Ali Divandari, vignettista, pittore e scultore iraniano (Sabzevar, n. 1957)
- Ali bin Abd Allah Al Mu'alla, emiro († 1873)